# زنا با محارم در فولکلور و اسطوره‌شناسی
زنا با محارم در فولکلور و اسطوره‌شناسی در بسیاری از کشورها و فرهنگ‌های جهان یافت می‌شود.

## خدایان

### یونانی
در اسطوره‌شناسی یونانی، گایا (اسطوره) دارای ۱۲ فرزند –  شش مرد و شش زن تیتان (اسطوره یونان) –  با پسر خود بود اورانوس (اسطوره) بود. تیتان‌های نر عبارت‌اند از اوکئانوس، کئوس، کریوس، هیپریون (اسطوره)، یاپتوس (اسطوره) و کرونوس (اسطوره). تایتان‌های ماده عبارت بودند از تئا، رئا (اسطوره)، تمیس، نماسینی، فوبه (اسطوره) و تتیس (اسطوره). اوشنوس، کوئوس، هایپریون و کرونوس هر کدام با یکی از خواهران خود همبستگی کردند و با آنها جفت شدند و فرزندان خود را تولید کردند. در حالی که تمیس و منموسین همسر برادرزاده خود زئوس شدند، یاپتوس با خواهرزاده خود کلیمنه، و کریوس با خواهر ناتنی خود اوریبیا ازدواج کرد.
زئوس همچنین پدر دختری به نام پرسفونه به همراه خواهر بزرگترش، دمتر، داشت. منابع ادعا می‌کنند که پرسفونه به جای دختر زئوس و مادرش رئا بوده است.
نیکس (اسطوره) و اربوس نیز خواهر و برادر متأهل بودند. خدای دریا فورسیس فرزندان بسیاری از خواهرش ستو آورد.
در میان بسیاری از عاشقان زئوس، برخی دختران او بودند. پرسفونه دختر دمتر و برادرش زئوس است و همسر عمویش هادس می‌شود. برخی از افسانه‌ها حاکی از آن است که پدرش او را حامله کرد و زاگروس را به دنیا آورد. نمونه‌های دیگر عبارتند از روابط زئوس با موز (اسطوره) کالیوپه، آفرودیته (دخترش در برخی نسخه‌ها) و نمسیس (دخترش در یک روایت).

### مصری
هوروس، نوه گب، مادر خود را، ایسیس، همسر امپراتوری خود کرد. الهه حاثور را همزمان مادر، همسر و دختر خدای خورشید رع می‌دانستند.
هاتور همچنین گاهی به عنوان مادر و همسرش حوروس دیده می‌شد. در اسطوره‌شناسی مصری ازدواج خواهر و برادری زیاد است؛ مثلاً شو و تفنوت برادر و خواهر هستند و اولاد آنها، گب و نوت است.

### چینی
- در چین باستان، فو هسی یک پادشاه و خدای خالق است که با خواهرش ایزدبانو نیو کوآ ازدواج می‌کند.[۱۸][۱۹][۲۰]

### ژاپنی
ایزانامی، الهه آفرینش، همسر برادر خود ایزاناگی است. بعد از شکل‌گیری آسمان و زمین، ایزانامی و ایزاناگی به عنوان خالقان آن شناخته می‌شوند. او زاده بسیاری از خدایان در دین شینتو است که شامل ایزدبانو آماتراسو/ الهه خورشید، تسوکویومی/ خدای ماه و سوسانو/خدای توفان می‌شود.

### اینکا
خدای حامی اینکاها، اینتی، با خواهر بزرگترش ماما کویلا ازدواج کرده است.

## فهرست
- نیو کوآ و برادر تنی‌اش فو هسی، در اساطیر چینی[۲۲]
- مشی و مشیانه در اساطیر زرتشتی[۲۳]
- شاه آرتور و خواهر ناتنی‌اش مورگوس[۲۴]

#### در اساطیر مصری
- نوت و برادر تنی‌اش گب[۲۵]
- شو و خواهر تنی‌اش تفنوت[۲۶]
- ازیریس و خواهر تنی‌اش ایزیس[۲۷]
- ست و خواهر تنی‌اش نفتیس[۲۸][۲۹]

#### در اساطیر ژاپنی
- ایزانامی و برادر دوقلویش ایزاناگی[۳۰][۳۱]
- آماتراسو و برادر تنی‌اش تسوکویومی

#### در اساطیر یونانی
- کرونوس (اسطوره) و خواهر تنی‌اش رئا (اسطوره)[۳۲]
- فوبه (اسطوره) و برادر تنی‌اش کئوس[۳۳]
- هیپریون (اسطوره) و خواهر تنی‌اش تئا[۳۴]
- اوکئانوس و خواهر تنی‌اش تتیس (اسطوره)[۳۵]
- ستو و برادر تنی‌اش فورسیس[۳۶]
- نیکس (اسطوره) و برادر تنی‌اش اربوس[۳۷][۳۸]
- زئوس و خواهران تنی او هرا و دمتر[۳۹][۴۰]
- دمتر و برادران تنی او زئوس[۴۱] و پوزئیدون
- آفرودیته و برادران ناتنی‌اش آرس،[۴۲][۴۳] هفائستوس، هرمس و دیونیزوس (باکوس)
- ماکارئوس (پسر آئولوس) و خواهر تنی‌اش کناس[۴۴]
- هراکلس و خواهر ناتنی‌اش هبه (اسطوره)[۴۵]